# 메탈슬러그 4
메탈슬러그 4(Metal Slug 4)는 메가엔터프라이즈, 플레이 모어, 노이즈 팩토리에서 제작한 횡스크롤 액션 아케이드 게임으로 2002년 3월 27일에 발매되었다. 메가엔터프라이즈가 개발위탁 형식으로 제작 주체가 되었으나 일본의 개발회사에 외주를 주었고 판권은 플레이모어가 가지고있었다.

## 같이 보기
- 메탈슬러그 (비디오 게임)
- 메탈슬러그 2
- 메탈슬러그 3
- 메탈슬러그 5
- 메탈슬러그 6
- 메탈슬러그 7